# Joni Kauko
Joni Kauko (ur. 12 lipca 1990 w Turku) – fiński piłkarz, grający na pozycji pomocnika w Esbjerg fB.

## Kariera klubowa
Kauko rozpoczął karierę w 1995 w Runosmäen Nappulat. W 2002 trafił do Turun Palloseura, a w 2004 do Interu Turku. W listopadzie 2007 został włączony do pierwszego składu tego klubu, w którym zadebiutował 26 czerwca 2008 w wyjazdowym meczu z IFK Mariehamn. W styczniu 2013 podpisał roczny kontrakt z FC Lahti. W czerwcu tegoż roku podpisał dwuletni kontrakt z FSV Frankfurt z opcją przedłużenia o kolejny rok. W klubie tym zadebiutował 21 lipca 2013 w przegranym 0:1 meczu 1. kolejki 2. Bundesligi z Karlsruher SC. W czerwcu 2015 podpisał dwuletni kontrakt z Energie Cottbus. W lipcu 2016 podpisał dwuletni kontrakt z Randers FC. W 2018 został piłkarzem Esbjerg fB.

## Kariera reprezentacyjna
W reprezentacji Finlandii zadebiutował 22 stycznia 2012 w meczu z Trynidadem i Tobago.